# Axel Levander
Axel Levander, född 15 juli 1997, är en svensk professionell ishockeyspelare som från och med säsongen 2018/2019 spelar för HC Vita Hästen i Hockeyallsvenskan.
Levanders moderklubb är LN 91. Han har tidigare i sin karriär spelat för Tingsryds AIF, Piteå HC, Luleå HF, Örnsköldsvik HF samt Modo Hockeys och IF Björklövens juniorer.